# Riemanns avbildningssats
Riemanns avbildningssats säger att om {\displaystyle U\subseteq {}\mathbb {C} } är ett enkelt sammanhängande öppet icke-tomt område som inte är hela {\displaystyle \mathbb {C} } så existerar det en biholomorf funktion från {\displaystyle U} till den öppna enhetsdisken {\displaystyle D=\{z:|z|<1\}}. Detta är ekvivalent med att säga att {\displaystyle U} är konform med {\displaystyle D}.